# Toroczkai Máté
Toroczkai Máté (Torockószentgyörgy, 1553 – Kolozsvár, 1616) unitárius lelkész, erdélyi magyar unitárius püspök 1601-től haláláig.

## Életpályája
1579-től Marosvásárhelyen és Udvarhelyen, 1583-tól Tordán, 1588-tól Radnóton, 1597-től Kolozsvárott volt lelkész. 1601-től püspök. 
Kolozsvári papsága, majd püspöksége egybeesett a jezsuitáknak Kolozsvárról való kiüldözésével és Giorgio Basta pusztításaival. Basta üldözése elől a torockói vasbányákba menekült. Mint pap és püspök népszerű, ékesszóló és nagy tudású férfiú volt.
1587. november 19-én házasodott meg. Felesége az énekszerző, az egykori tasnádi tanító, Bessenyei Jakab lánya volt. Házasságukból egyetlen fia született: János, akit 1637-ben Jézusról tett kijelentése miatt megköveztek.

## Művei
1607-ben Énekeskönyvet szerkesztett, amely Kolozsvárott jelent meg,
Nevéhez fűződik a 88. zsoltár átdolgozása, melyben a torockói bányákban való bújdosásáról tett említést. Nagyszabású vállalkozása volt Engedi György latin nyelvű Explicatio"-jának magyar nyelvre fordítása és kiadása.
1632-ben Kolozsvárt jelent meg A keresztényi üdvösséges tudománynak a régi és ujtestamentum szerint egyben sumáltatott című munkája.
Kéziratban maradt egy hitvitája, mely Az egy állatban levo három személyrol való tudakozás címet viselte.
Torockai szép könyvtárral rendelkezett. Könyveinek nagy részét özvegyétől Göcs Bál vásárolta meg, de van közülük néhány, melyet a szebeni Brukenthal-múzeum őriz.